# Hubble Deep Field

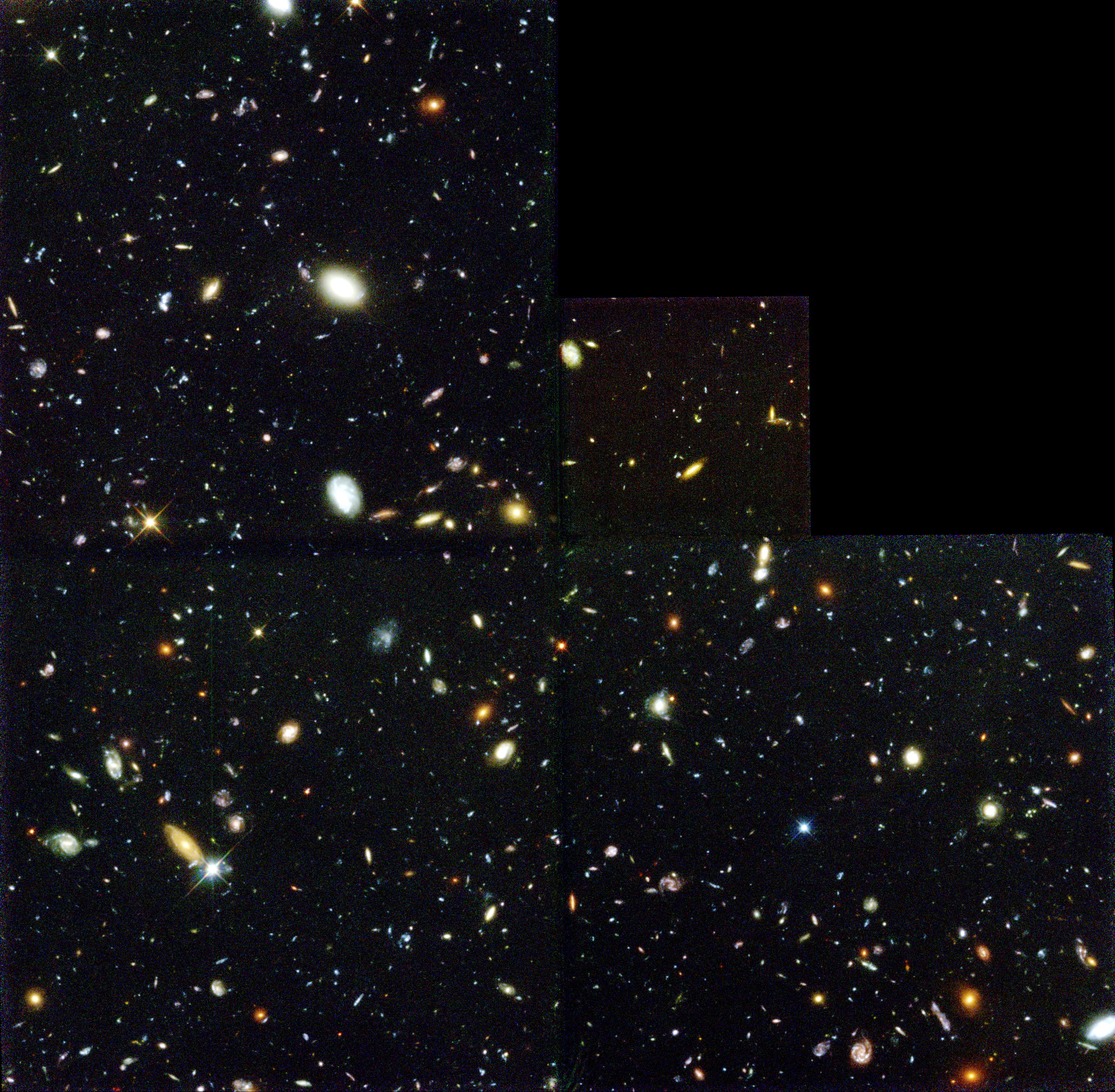
Das Hubble Deep Field

Hubble Deep Field (HDF), auch Hubble-Tiefenfeld, ist ein mit dem Hubble-Weltraumteleskop erstelltes Gesamtbild eines recht kleinen Teils des Sternenhimmels, aufgenommen im Dezember 1995 mit damals maximaler technisch möglicher Auflösung. Ausgewählt für das Tiefenfeld wurde ein Bereich des Himmels, der nur wenige verhältnismäßig „nahe“ Sterne und Objekte der Milchstraße enthält, sodass Licht von weit entfernten Galaxien bis zu einer Entfernung von etwa 12 Milliarden Lichtjahren gut beobachtet werden konnte. Die Aufnahmen des  Hubble Deep Field ermöglichen damit die Untersuchung der Entwicklung von Galaxien im frühen Universum.

## Hintergrund
Für das Hubble Deep Field wurde ein Bereich im Großen Bären ausgewählt, der relativ frei von störenden Sichteinflüssen und umgebenden hellen Sternen ist. Das Gebiet hat eine Kantenlänge von 144 Bogensekunden, das ist in etwa der Winkel, unter dem ein Tennisball in 100 m Entfernung erscheint. Das Bild ist eine Überlagerung von 342 Einzelbildern, die mit der Wide Field and Planetary Camera 2 (WFPC2) des Hubble-Weltraumteleskops im Verlauf von zehn Tagen, zwischen dem 18. und 28. Dezember 1995, aufgenommen wurden.
Das Gebiet ist so klein, dass sich darin nur wenige Sterne der Milchstraße befinden. Alle anderen Objekte sind Galaxien, darunter die nach dem Urknall jüngsten und deshalb am weitesten entfernten, die man bis dahin beobachtet hatte. Da so viele sehr junge Galaxien gefunden wurden, ist das HDF ein Meilenstein in der Erforschung des frühen Universums und wurde zur Quelle von fast 400 wissenschaftlichen Artikeln.
Drei Jahre nachdem die HDF-Beobachtungen gemacht wurden, wurde eine Region in der südlichen Hemisphäre ausgesucht und auf die gleiche Weise ausgewertet. Das Bild erhielt den Namen Hubble Deep Field South. Aus den Gemeinsamkeiten zwischen den beiden Regionen schloss man, dass das Universum im größeren Maßstab homogen und isotrop ist und dass sich die Erde in keinem speziellen Gebiet des Universums befindet (das kosmologische Prinzip). 2004 wurde ein weiteres Bild veröffentlicht, genannt Hubble Ultra Deep Field, welches mit einer Belichtungszeit von 11,3 Tagen im sichtbaren Licht nochmals tiefer ins Universum hineinblickt. Den bisher tiefsten Blick in das Universum gewährt das 2012 herausgegebene Bild Hubble Extreme Deep Field mit einer Belichtungszeit von 23,1 Tagen.

## Konzept

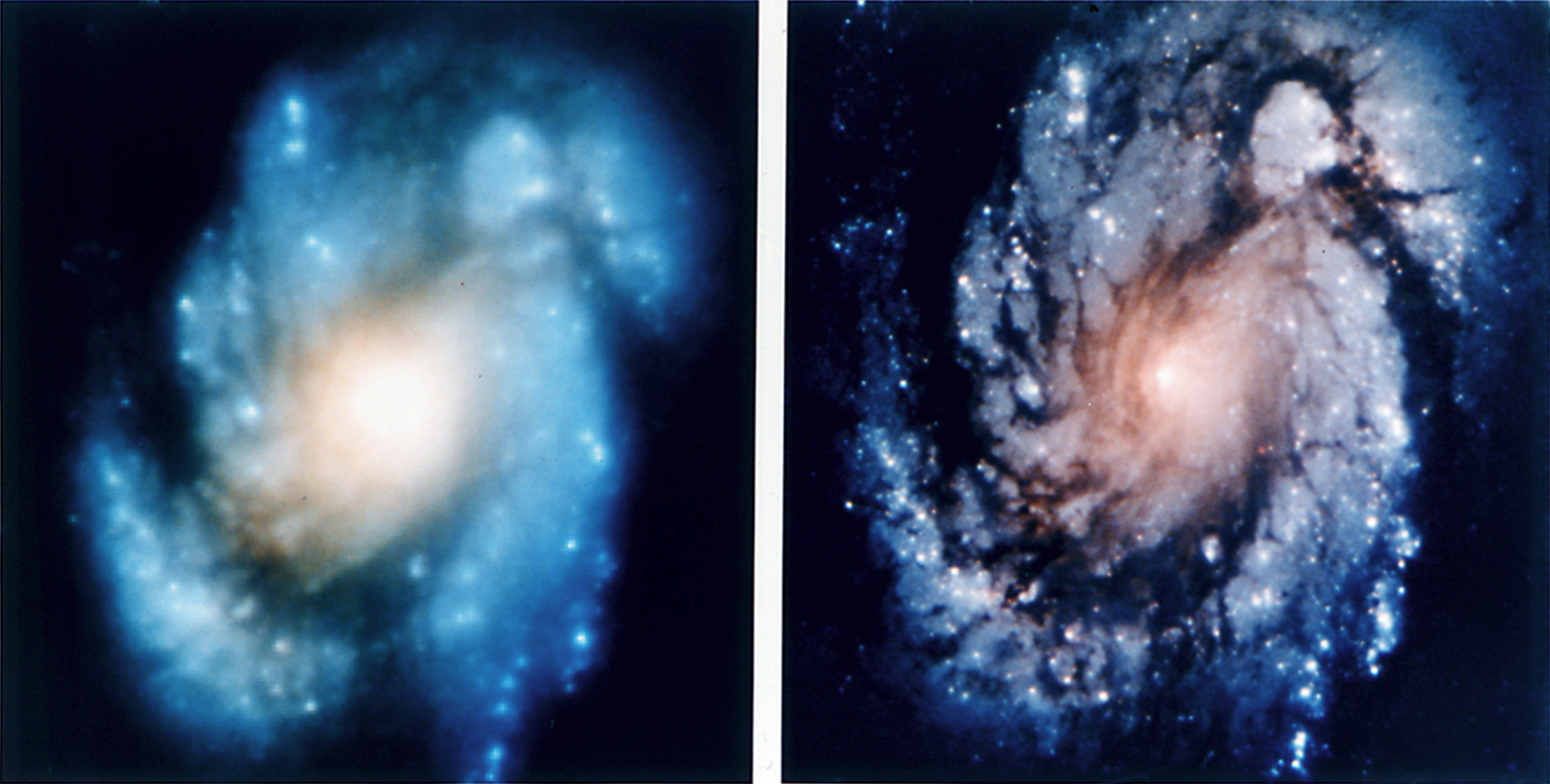
Die erhebliche Verbesserung der Aufnahmen Hubbles, nach der optischen Korrektur

Eines der Ziele des Hubble-Weltraumteleskops (HST) war es, hochauflösende Aufnahmen von weit entfernten Galaxien zu machen, die vom Boden nicht möglich sind. Über der Atmosphäre beobachtet das HST frei von atmosphärischen Störungen, wodurch es im Ultraviolettbereich viel empfindlicher sehen kann als Teleskope auf der Erde (sobald gute adaptive optische Korrekturen auch im sichtbaren Bereich möglich sind, können Teleskope der 10-Meter-Klasse auf der Erde mit dem Hubble-Weltraumteleskop konkurrenzfähig werden). Obwohl der Teleskopspiegel am Anfang sphärische Aberration zeigte, war das Teleskop bereits seit Anfang 1990 in der Lage, Galaxien in zuvor unerreichbarer Entfernung aufzunehmen. Da Licht viele Milliarden Jahre braucht, um von weit entfernten Galaxien zur Erde zu kommen, sieht man diese in dem Zustand, den sie im frühen Universum hatten. Durch die Ausdehnung der Beobachtungsmöglichkeiten zu immer weiter entfernten Galaxien kann man daher besser verstehen, wie sich diese entwickeln.
Seit der Spiegelkorrektur während der Space-Shuttle-Mission STS-61 1993 können exzellente Bilder gemacht werden, um so immer weiter entfernte und lichtschwächere Galaxien zu untersuchen. Der Medium Deep Survey (MDS), welcher die Wide Field and Planetary Camera 2 (WFPC2) benutzte, nahm tiefe Bilder von zufällig ausgewählten Regionen auf, während andere Instrumente für geplante Beobachtungen verwendet wurden. Zur gleichen Zeit wurden auch Untersuchungen naher Galaxien durchgeführt, die man schon von der Beobachtung mit Teleskopen auf der Erde kannte. All diese Untersuchungen zeigten, dass es wichtige Unterschiede zwischen den Eigenschaften der heutigen Galaxien und den Galaxien gibt, die vor Milliarden Jahren existierten.
Bis zu 10 Prozent der Beobachtungszeit des HST ist als „Director’s Discretionary (DD) Time“ ausgewiesen. Sie wird an Astronomen vergeben, die unerwartete vorübergehende Phänomene untersuchen wollen, wie etwa eine Supernova. Nachdem Hubble seine optische Korrektur erhalten hatte, entschied sich Robert Williams, der Direktor des Space Telescope Science Institute, im Jahre 1995, einen erheblichen Teil seiner DD-Zeit zu nutzen, um entfernte Galaxien zu untersuchen. Ein Beratungskomitee empfahl die Verwendung der WFPC2, um ein typisches Gebiet des Himmels weitab der galaktischen Scheibe auszuwählen und mit mehreren optischen Filtern abzubilden. Eine Arbeitsgruppe wurde gebildet, um das Projekt zu entwickeln und zu realisieren.

## Zielauswahl

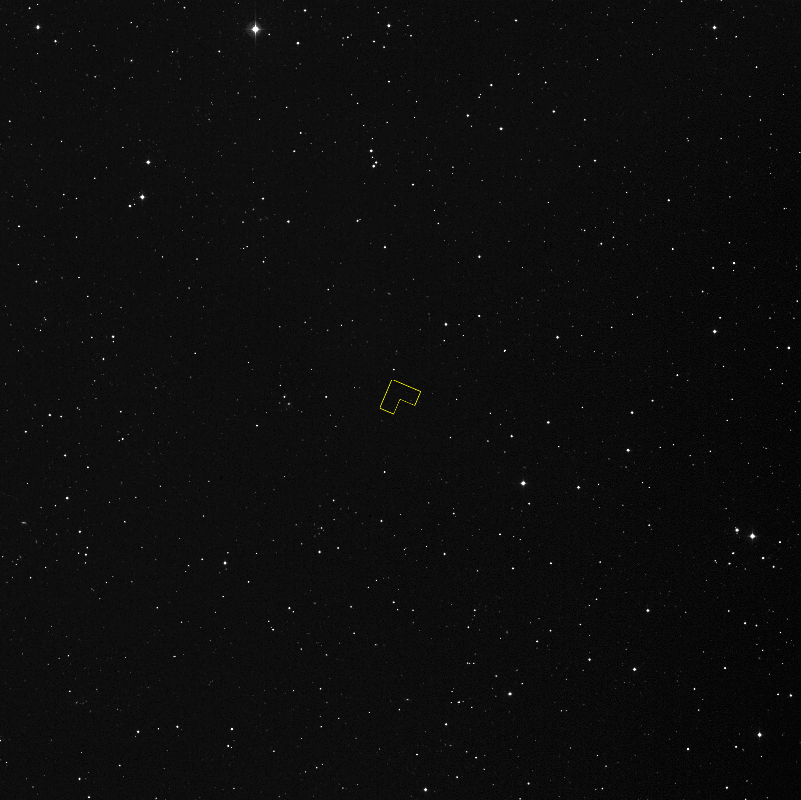
Das HDF in der Mitte des Bildes mit einem Durchmesser von rund einem Grad zeigt einen scheinbar leeren Bereich am Himmel

Das auszuwählende Gebiet sollte mehrere Kriterien erfüllen. Es sollte weit weg von der galaktischen Scheibe der Milchstraße sein, denn der dort befindliche Staub und andere verdunkelnde Materie verhindern, dass das schwache Licht von weit entfernten Galaxien die Erde erreichen kann. Weiterhin durfte das Zielgebiet keine Objekte enthalten, die sichtbares Licht (wie nahe Sterne), Infrarot-, Ultraviolett- und Röntgenstrahlen emittieren, um später leichter die Objekte des HDF in anderen Wellenlängenbereichen untersuchen zu können, und die Region sollte in einem Gebiet mit nur dünnem Infrarotzirrus liegen. Letzterer bezeichnet eine diffuse Infrarotemission, die vermutlich von warmem Staub in kalten Wasserstoffwolken (H-I-Gebiet) stammt.
Diese Kriterien reduzierten die Regionen, die als Zielgebiet in Frage kamen, beträchtlich. Es wurde weiterhin beschlossen, dass das Gebiet in Hubbles ständigen Beobachtungszonen (continuous viewing zones, CVZs) liegen soll. Das sind Himmelsgebiete, die nicht zeitweise durch die Erde oder den Mond verdeckt sind. Man entschied sich für die nördliche CVZ, da hier Teleskope der nördlichen Hemisphäre, wie das Keck-Observatorium und Very Large Array, Nachfolgebeobachtungen durchführen konnten.
Es wurden ursprünglich zwanzig Gebiete ermittelt, die all diese Kriterien erfüllten und aus denen drei optimale Kandidaten ausgewählt wurden. Sie liegen alle im Sternbild des Großen Bären. Durch einen Radio-Schnappschuss fiel ein Feld heraus, da es eine starke Radioquelle enthielt, und die endgültige Entscheidung zwischen den beiden letzten wurde aufgrund der Verfügbarkeit von Leitsternen um dieses Gebiet getroffen. Das Hubble-Weltraumteleskop benötigt zwei Sterne, an denen sich seine Teleskopleitsensoren während der Beobachtung orientieren können. Wegen der Wichtigkeit der Beobachtung des HDF wollte man noch ein zusätzliches Sternenpaar für den Notfall haben. Die Entscheidung fiel auf eine Region mit der Rektaszension 12h 36 m 44s und der Deklination +62° 12′ 58.000″.

## Beobachtung

Das HDF lag in einer von Hubbles ständigen Beobachtungszonen, wie in diesem Diagramm gezeigt

Nachdem die zu beobachtende Region ausgewählt war, wurde der Beobachtungsablauf erarbeitet. Eine wichtige Entscheidung war die Wahl der Filter. Die WFPC2 ist mit 48 Filtern ausgestattet, darunter Filter, die nur wenige für die Astrophysik interessante Emissionslinien durchlassen, und Breitbandfilter, mit denen die Farben der Sterne und Galaxien untersucht werden können. Die Entscheidung hing vom Durchlass für jeden Filter ab, also der Lichtmenge, die er durchlässt, sowie dem Wellenlängenbereich, der durch die Beobachtungen insgesamt abgedeckt werden konnte. Man versuchte, Überlappungen der Wellenlängenbereiche der verwendeten Filter so weit wie möglich zu vermeiden.
Am Ende entschied man sich für vier Breitbandfilter, zentriert um die Wellenlängen 300 nm (nahe Ultraviolett), 450 nm (blaues Licht), 606 nm (rotes Licht) und 814 nm (nahes Infrarot). Jedoch ist die Quanteneffizienz von Hubbles Detektoren bei 300 nm sehr niedrig. Das Rauschen in den Beobachtungen bei diesem Wellenlängenbereich kommt hauptsächlich vom Rauschen des CCD und weniger vom Sternenhimmel. Deshalb wurden die Beobachtungen in diesem Wellenlängenbereich dann durchgeführt, wenn starkes Hintergrundrauschen die anderen Bandpässe beeinträchtigt hätte.
Die Bilder wurden über einen Zeitraum von zehn Tagen aufgenommen, während Hubble die Erde 150 Mal umkreiste. Die Belichtungszeiten für die einzelnen Wellenlängenbereiche betragen 42,7 Stunden für 300 nm, 33,5 Stunden für 450 nm, 30,3 Stunden für 606 nm und 34,3 Stunden für 814 nm, verteilt auf 342 Einzelbeobachtungen, damit die einzelnen Bilder nicht der starken Beschädigung durch die kosmischen Strahlen ausgesetzt sind. Dies würde zu hellen Streifen auf den CCD-Detektoren führen.

## Datenverarbeitung
Die 342 Einzelbilder erlauben es, bei der Addition zu einem Gesamtbild nur in einzelnen Bildern auftretende Artefakte automatisch zu erkennen und zu entfernen. Zu diesen Artefakten gehören helle Pixel, die während der Aufnahme durch Treffer von Teilchen der kosmischen Strahlung entstanden sind, sowie Spuren von Weltraummüll und künstlichen Satelliten, die ebenfalls auf einzelnen Originalbildern zu sehen sind.
Gestreutes Licht von der Erde war in einem Viertel der Bilder zu sehen. Dieses wurde entfernt, indem man das durch das Licht beeinflusste Bild an einem nicht beeinflussten Bild ausrichtete und das unbeeinflusste vom beeinflussten Bild subtrahierte. Das resultierende Bild wurde geglättet und konnte dann vom beeinflussten Bild abgezogen werden. Durch diesen Vorgang wurde von den beeinflussten Bildern fast sämtliches störende Licht entfernt.
Nach diesen Bereinigungen wurden die 342 Einzelbilder aneinander ausgerichtet und überlagert. Dafür kam eine Technik namens ‚drizzling‘ zum Einsatz. Hierfür wurde bei den Aufnahmen die Richtung für jede Aufnahme minimal geändert. Jedes Pixel des WFPC2-CCD-Chips entspricht einem Winkelbereich von 0,09 Bogensekunden Kantenlänge. Da man jedoch die Richtung um weniger als 0,09 Bogensekunden ändert, kann man eine höhere Auflösung erreichen. Durch entsprechende Bildbearbeitungsalgorithmen konnte man so eine Auflösung von 0,04 Bogensekunden erreichen.
Die mit vier verschiedenen Farbfiltern aufgenommenen schwarz-weißen Originalaufnahmen wurden in der Bildverarbeitung zu einem endgültigen, farblich etwas willkürlichen Farbbild kombiniert, welches dann veröffentlicht wurde. Drei der Ausgangsbilder wurden im Bereich des roten, grünen und blauen Lichtes aufgenommen und stellen die Farbkomponenten des farbigen Bildes dar. Da die Transmissionskurven der Filter, zusammen mit dem spektralen Empfindlichkeitsverlauf der Kamera, nicht genau mit dem spektralen Empfindlichkeitsverlauf des menschlichen Auges für rotes, grünes und blaues Licht übereinstimmen, sind die gezeigten Farben nur eine Näherung. Die Wahl der Filter für das HDF (und eine Vielzahl von Hubbles Bildern) ist grundsätzlich dazu gedacht, den größten wissenschaftlichen Nutzen zu bringen, und weniger, um Farben zu zeigen, die das menschliche Auge wahrnimmt.

## Inhalt des fertigen Bildes
Das endgültige Bild zeigt eine Vielzahl von weit entfernten, schwach leuchtenden Galaxien. Über 3.000 klar erkennbare Galaxien konnten auf dem Bild ausgemacht werden. Es sind sowohl irreguläre als auch Spiralgalaxien vorhanden, außerdem ein paar Galaxien mit nur ein paar Pixeln Durchmesser. Insgesamt enthält das HDF weniger als 10 Sterne im Vordergrund. Der weitaus größere Rest sind entfernte Galaxien.
Es sind auf dem HDF rund 50 Objekte vorhanden, die wie blaue Punkte aussehen. Viele werden mit nahen Galaxien in Verbindung gebracht, die zusammen Ketten und Bögen formen. Sie sind Regionen intensiver Sternentstehung. Andere sind vielleicht entfernte Quasare. Astronomen schlossen anfangs die Möglichkeit aus, dass es sich bei den punktähnlichen Objekten um Weiße Zwerge handelt, da sie zu blau sind, um mit den Theorien der Weißen Zwerge in Einklang zu sein. Jedoch haben spätere Arbeiten gezeigt, dass Weiße Zwerge mit zunehmendem Alter blauer werden, wodurch es möglich ist, dass das HDF doch Weiße Zwerge enthalten könnte.

## Ergebnisse

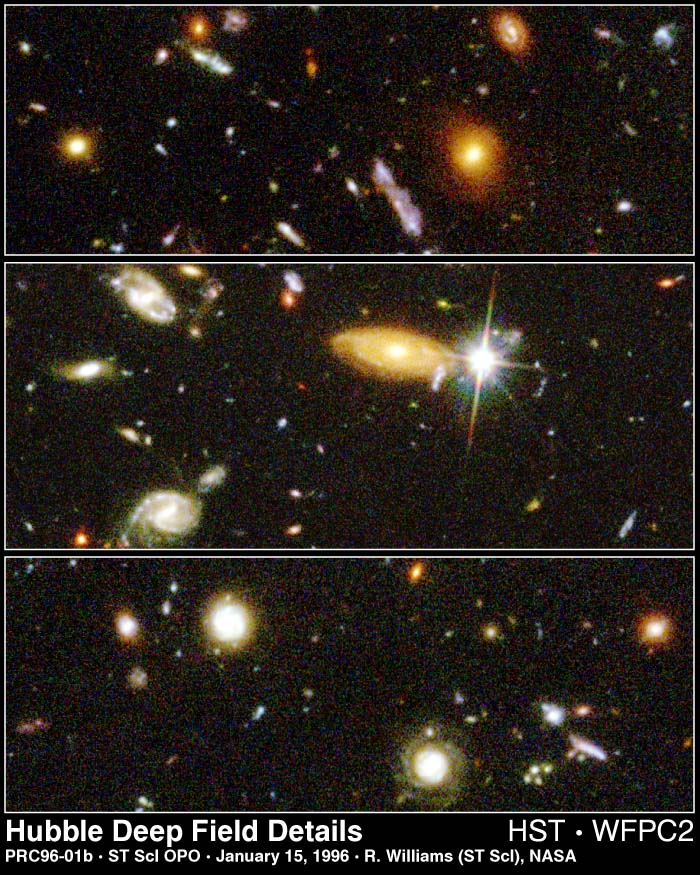
Details vom HDF zeigen eine Vielzahl von unterschiedlichen Galaxienformen, -größen und -farben in den Tiefen des Universums

Das HDF lieferte für Kosmologen viel Material. Bis 2005 erschienen fast 400 Artikel auf Grundlage des HDF in der astronomischen Literatur. Eine der fundamentalsten Entdeckungen war die Vielzahl an Galaxien mit großer Rotverschiebung.
Durch die Expansion des Universums vergrößert sich die Entfernung weit entfernter Galaxien von der Erde. Ebenso nimmt die Wellenlänge des Lichts von Galaxien zu, je weiter sie von der Erde entfernt sind. Während Quasare mit großer Rotverschiebung bereits bekannt waren, hat man lange Zeit nur sehr wenige Galaxien mit einer größeren Rotverschiebung als 1 gefunden. Das HDF enthält viele entfernte Galaxien mit Rotverschiebungen von 6, entsprechend der Entfernung von 12 Milliarden Lichtjahren. (Die Rotverschiebung von noch weiter entfernten Objekten im HDF führt zu so langen Wellenlängen, dass sie auf den Bildern von Hubble nicht sichtbar sind. Sie können nur mit Teleskopen auf der Erde beobachtet werden.)
Die Galaxien im HDF haben einen höheren Anteil an gestörten und unregelmäßigen Galaxien als im lokalen Universum, denn Galaxienkollisionen und -verschmelzungen traten im jungen Universum wesentlich häufiger auf als heute. Aus dem Zustand, den die Galaxien in den verschiedenen Entwicklungsstadien haben, können Astronomen die Veränderungen der Sternentstehungsrate über die Lebenszeit des Universums abschätzen. Während Schätzungen der Rotverschiebung von HDF-Galaxien wegen ihrer Lichtschwäche ungenau sind, nehmen Astronomen an, dass die Sternentstehung ihr Maximum vor 8–10 Milliarden Jahren hatte und seitdem um den Faktor 10 zurückging.
Ein anderes wichtiges Ergebnis des HDF war die kleine Anzahl von Sternen, die man im Vordergrund gefunden hat. Seit Jahren versuchen Astronomen herauszufinden, woraus die so genannte Dunkle Materie besteht. Es ist Masse, die in direkten Beobachtungen nicht sichtbar ist, jedoch 90 % der Masse des Universums enthält. Eine Hypothese besagt, dass ein Teil der Dunklen Materie aus massiven astrophysikalischen kompakten Haloobjekten (MACHOs) besteht. Es sind schwache, aber massive Objekte wie Rote Zwerge oder Planeten in den äußeren Regionen der Galaxie. Durch das HDF wurde jedoch gezeigt, dass es keine größere Anzahl Roter Zwerge in den äußeren Schichten der Galaxie gibt.

## Nachfolgende Beobachtungen
Das HDF ist ein Meilenstein in der beobachtenden Kosmologie, und die Auswertung der Daten ist bei weitem noch nicht beendet. Seit 1995 wurde diese Gegend von vielen Teleskopen auf der Erde und einigen weiteren Weltraumteleskopen bei Wellenlängen von Radio bis Röntgenstrahlung untersucht.
Sehr stark rotverschobene Objekte wurden im HDF mit einigen Teleskopen auf der Erde entdeckt, insbesondere mit dem James-Clerk-Maxwell-Teleskop. Wegen der hohen Rotverschiebung dieser Objekte können sie nicht im Spektrum des sichtbaren Lichts gesehen werden. Man sucht sie dagegen im Infraroten oder bei Submillimeter-Wellenlängen.
Wichtige weltraumgestützte Beobachtungen wurden unter anderem mit dem Röntgenobservatorium Chandra und dem Infrared Space Observatory (ISO) gemacht. Untersuchungen im Bereich der Röntgenstrahlung offenbarten sechs Quellen im HDF, die mit drei elliptischen Galaxien, einer Spiralgalaxie, einem aktiven Galaxienkern und einem extrem roten Objekt in Verbindung gebracht werden. Bei letzterem wird angenommen, dass es sich um eine weit entfernte Galaxie handelt, bei der der Staub den blauen Anteil des emittierten Lichts absorbiert.
ISO-Beobachtungen zeigen Infrarotemission von 13 Galaxien, die auf dem optischen Bild beobachtet werden können. Sie sind höchstwahrscheinlich Orte intensiver Sternentstehung, die von einer großen Menge Staub umgeben sind, der dadurch aufgeheizt wird und im Infraroten strahlt. Radioteleskope auf der Erde brachten sieben Radioquellen im HDF zutage. All diesen kann man Galaxien zuordnen, die im optischen Bereich sichtbar sind.
1998 wurde eine ähnliche Aufnahme wie das HDF in der südlichen Hemisphäre gemacht: Das Hubble Deep Field South. Es zeigten sich große Ähnlichkeiten zwischen dem HDF-S und dem Original-HDF. Das bekräftigt das kosmologische Prinzip, wonach das Universum in den größten Entfernungen homogen und isotrop ist.